# Serijabo
Serijabo is een bestuurslaag in het regentschap Ogan Ilir van de provincie Zuid-Sumatra, Indonesië. Serijabo telt 2866 inwoners (volkstelling 2010).